# Klerocinesis
En biología, la klerocinesis (del griego Klero, herencia) es un proceso que garantiza que las células eucarióticas puedan dividirse controladamente después de haber tenido un número incorrecto de cromosomas, consistente en el reparto equitativo del material hereditario (ADN) durante una fase de crecimiento ralentizado y que ocurre de manera espontánea legando a las dos nuevas células hijas un núcleo intacto y completo, con un juego completo euploide de cromosomas en su interior.

## Introducción
Un grupo de científicos se dedicaron a fabricar células con varios juegos de cromosomas, para imitar en su laboratorio el desarrollo del cáncer y estudiar así sus características. Para lograrlo, los investigadores bloquearon la citocinesis con un agente químico y esperaron a ver qué sucedía.
“Esperábamos encontrar un cierto número de células hijas con un número anormal de juegos de cromosomas”, explica uno de los científicos. Pero en lugar de eso, las células “hijas” resultantes del experimento fueron, en su inmensa mayoría, normales. En contra de la hipótesis de Boveri, la división celular defectuosa no se dio lugar, más del 90% de las células hijas lograban recuperar el número correcto de cromosomas.
Ante estos resultados imprevistos, el equipo decidió enfocarse en averiguar cómo las siguientes generaciones de células conseguían, contra toda predicción, recuperar la normalidad y tener el número correcto de cromosomas. Para ello decidieron obtener imágenes y vídeos de todo el proceso.
“Empezamos con dos núcleos en una misma célula -explica uno de los científicos-. Y para nuestra enorme sorpresa, vimos a la célula estallar y convertirse en dos nuevas células sin pasar a través de la mitosis”.